# Hesperia (Californie)
Pour les articles homonymes, voir Hesperia (homonymie).
Hesperia est une ville du comté de San Bernardino, en Californie, aux États-Unis. Elle est située dans le Désert des Mojaves, à 24 kilomètres au Nord de la ville de San Bernardino. En 2010, la ville comptait 90 173 habitants. 

## Démographie
| 1970  | 1980   | 1990   | 2000   | 2010   | - |
| ----- | ------ | ------ | ------ | ------ | - |
| 4 592 | 13 540 | 50 418 | 62 582 | 90 173 | - |